# Stamp Buttress
Stamp Buttress ist eine hoch aufragende und felsige Landspitze an der Südküste von King George Island im Archipel der Südlichen Shetlandinseln. Sie bildet das seewärtige Ende des Dunikowski Ridge am Ufer der Wesele Cove.
Das UK Antarctic Place-Names Committee benannte sie 1998 nach dem britischen Geographen Laurence Dudley Stamp (1898–1966), der von 1923 bis 1926 an der Universität in Rangun und von 1926 bis 1945 an der London School of Economics doziert hatte.